# مهدی‌آباد (سوادکوه شمالی)
مهدی آباد، روستایی است از توابع بخش نارنجستان شهرستان سوادکوه شمالی در استان مازندران ایران.

## جمعیت
این روستا در دهستان چای‌باغ قرار دارد و براساس سرشماری مرکز آمار ایران در سال ۱۳۸۵، جمعیت آن ۲۹۵ نفر (۸۵خانوار) بوده‌است. مردم این روستا به زبان طبری گویش میکنند.